# Сарвар, Мухаммад
Мухаммад Сарвар (урду محمد سرور‎, англ. Muhammad Sarwar, 12 мая 1975) — пакистанский хоккеист (хоккей на траве), нападающий. Участник летних Олимпийских игр 1996 и 2000 годов, бронзовый призёр летних Азиатских игр 1998 года.

## Биография
Мухаммад Сарвар родился 12 мая 1975 года.
В 1996 году вошёл в состав сборной Пакистана по хоккею на траве на летних Олимпийских играх в Атланте, занявшей 6-е место. Играл на позиции нападающего, провёл 7 матчей, забил 3 мяча (два в ворота сборной Аргентины, один — Великобритании).
В 2000 году вошёл в состав сборной Пакистана по хоккею на траве на летних Олимпийских играх в Атланте, занявшей 4-е место. Играл на позиции нападающего, провёл 7 матчей, забил 1 мяч в ворота сборной Великобритании.
В 1998 году выиграл бронзу хоккейного турнира летних Азиатских игр в Бангкоке.
В 2002 году завоевал бронзовую медаль хоккейного турнира Игр Содружества в Манчестере.
Трижды выигрывал медали Трофея чемпионов: серебро в 1996 и 1998 годах, бронзу — в 2002 году.
В 1995—2002 годах провёл за сборную Пакистана 180 матчей, забил 44 мяча.